# Konrad Kyeser

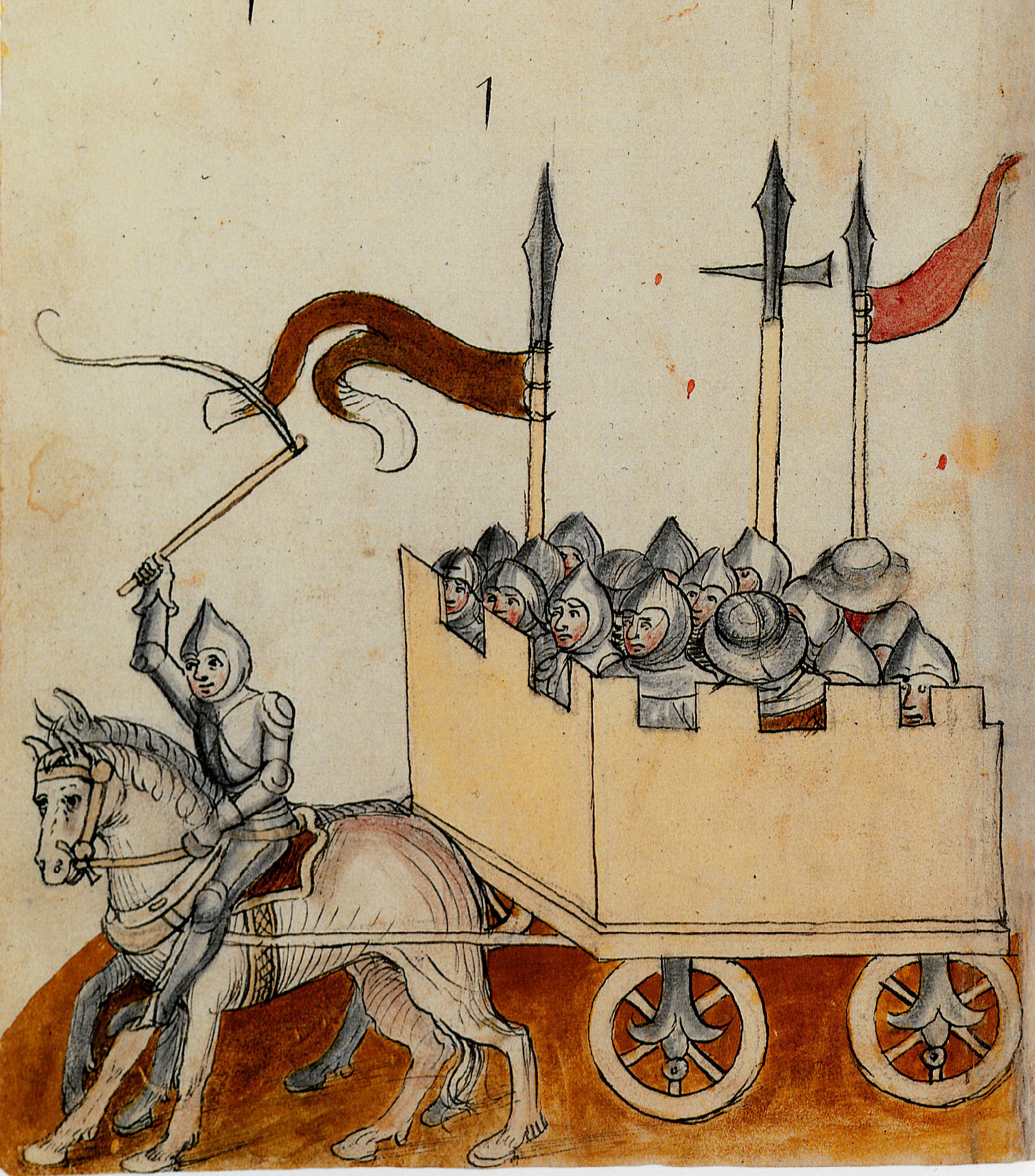
Carro de combat (Clm 30150 manuscrit)

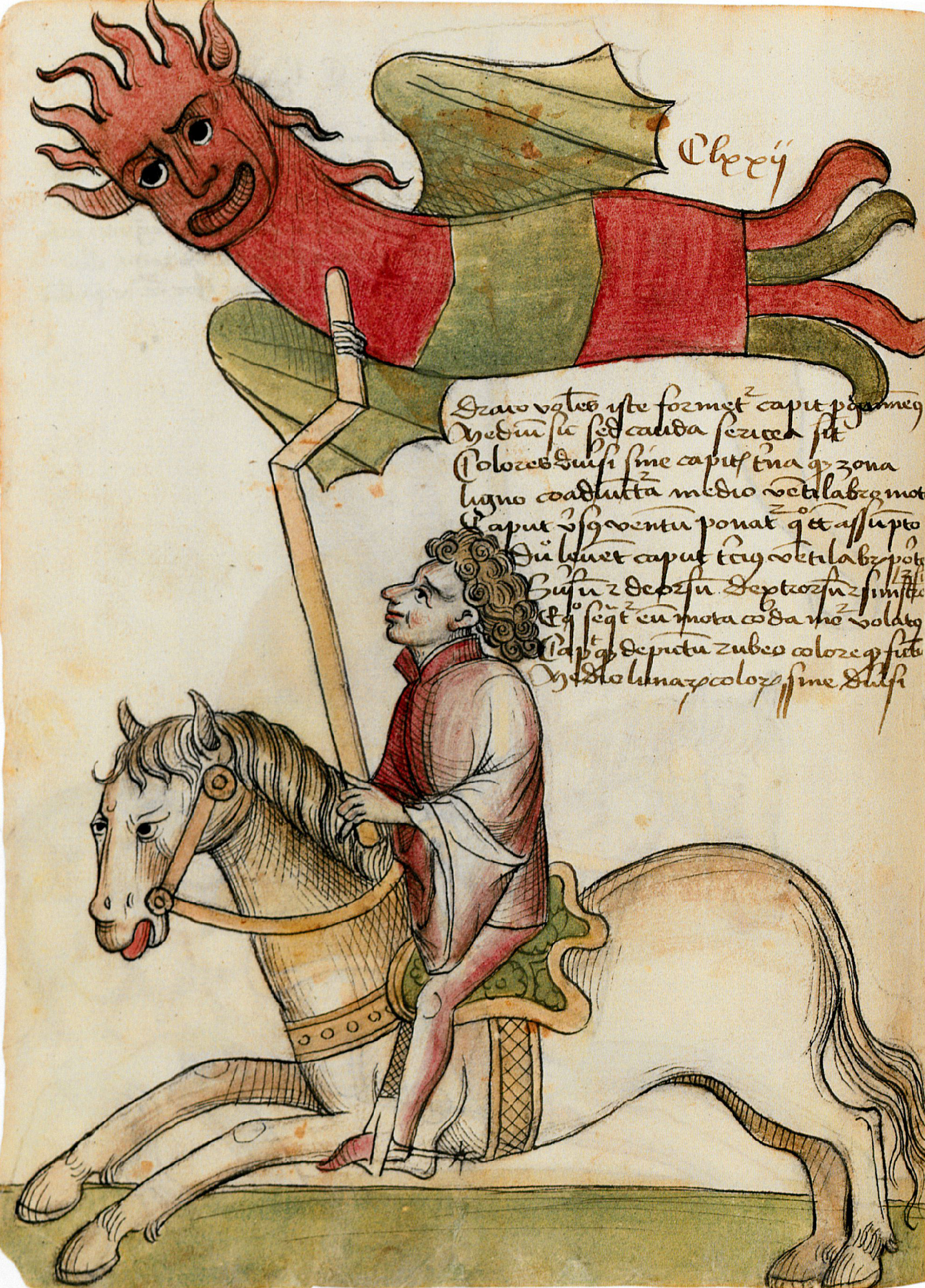
Genet a cavall(Clm 30150 manuscrit)

Konrad Kyeser va ser un militar alemany autor de l'obra Bellifortis (1405) sobre les màquines de setge, de molta difusió en la seva època.
Kyeser estudià medicina i exercí a la cort de Pàdua abans d'unir-se a la croada contra els turcs el 1396 amb la batalla de Nicopoli. Després es retirà (1401-1402) a les muntanyes de Bohèmia.
Bellifortis està dividit en 10 capítols:
1. Carros;
2. màquines de setge;
3. màquines hidraùliques;
4. elevadors;
5. armes de foc;
6. armes de defensa;
7. secrets meravellosos;
8. protècnia de guerra;
9. protècnia lúdica;
10. instruments de treball.